# Henry Joost
Henry Joost (Francoforte, 25 luglio 1981) è un regista e produttore cinematografico statunitense.

## Filmografia

### Regista
- Catfish (2010)
- Metropolis II by Chris Burden: The Movie (2011)
- Paranormal Activity 3 (2011)
- Catfish: false identità - serie TV (2012)
- Paranormal Activity 4 (2012)
- Nerve (2016)
- Viral (2016)
- Project Power (2020)
- La gang dei supereroi (Secret Headquarters) (2022)